# Max Sering

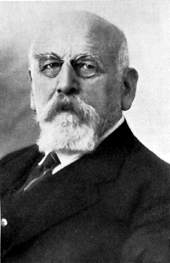
Max Sering

Max Sering, född 18 januari 1857 i Barby i nuvarande Sachsen-Anhalt, död 12 november 1939 i Berlin, var en tysk nationalekonom.
Sering var en av de mest bemärkta representanterna för den historiska skolan. Han blev professor i Bonn 1885 (efter Held) och vid lantbrukshögskolan i Berlin 1889, där han tillika anlitades som lärare vid universitetet. Till detta övergick han helt och hållet 1906 som professor i nationalekonomi och finansvetenskap.
Sering reste till Nordamerika 1883 på officiellt uppdrag och skrev som resultat därav det grundläggande arbetet Die landwirtschaftliche konkurrenz Nordamerikas in gegenwart und zukunft (1887; om jordbruks-, kommunikations- och kolonisationsförhållandena i USA och Kanada samt deras betydelse för marknaden i Europa). Sering lanserade idén att Tyskland skulle bedriva "inre kolonisation" i östra Preussen genom blanda upp det polska folkelementet med tyska kolonisatörer. Serings tankar gav senare upphov till idén om "Lebensraum".
Sering författade omfattande jordbrukspolitiska arbeten, bland annat Die innere Kolonisation im östlichen Deutschland (1893; i Schriften des Vereins fur socialpolitik, band 56) och Erbrecht und Agrarverfassung in Schleswig-Holstein auf geschichtlicher Grundlage (del II, i det av Sering utgivna Die Vererbung des ländlichen Grundbesitzes im Königreich Preussen, I-IV, 1899-1910). Han blev ledamot av svenska Lantbruksakademin 1911.